# Glyptorhagada bordaensis
Glyptorhagada bordaensis är en snäckart som först beskrevs av George French Angas 1880.  Glyptorhagada bordaensis ingår i släktet Glyptorhagada och familjen Camaenidae. IUCN kategoriserar arten globalt som sårbar. Inga underarter finns listade i Catalogue of Life.